# 中島真一
中島 真一（なかじま しんいち、1978年7月22日 - ）は日本の俳優、キャスティングプロデューサー、『中島部屋』主宰。エアバンド『DEEP KISS』リーダー。
鹿児島県生まれ、神奈川県川崎市育ち。
2008年7月に放送されたNHK教育『ヒミツのちからんど』番組企画「第1回エアドラム選手権」にてエアギタリスト宮城マリオ、高橋ゆず子と、X JAPAN「紅」のエアドラムパフォーマンスを競い、優勝した。
2011年9月から2017年6月まで、サウンドドラマ「ロガの椅子」の原作・脚本・編集・監督を手掛け、動画共有サービスYouTubeの再生回数に応じて、2011年3月11日に起こった東日本大震災の復興支援活動に寄付を続けていた。

## 出演

### テレビ
- インタラクTV あの日その時　（2003年7月、NHK-BShi） - 宮本武蔵　役
- 双方向ライブ にっぽんのマジョリティー　（2006年2月- 2007年2月、NHK-BShi） - 準レギュラー
- にっぽん力検定　（2007年7月- 8月、NHK-BS2、BShi） - 生放送出演
- モテケン（2007年9月- 2008年3月、テレビ東京系）- 出演
- ヒミツのちからんど　（2008年7月、NHK教育） - 第1回エアドラム選手権 優勝
- トンスラ（2008年12月、日本テレビ系） - 出演
- 帝王（2009年7月、毎日放送・TBS系） - 出演
- 怨み屋本舗REBOOT（2009年7月- 9月、テレビ東京系） - 準レギュラー
- 3カット美人（2009年8月、NHK総合） - 出演
- 傍聴マニア09〜裁判長!ここは懲役4年でどうすか（2009年11月5日、読売テレビ制作・日本テレビ系） - キャバクラ『ラビィ』オーナー 役
- たったひとりの反乱〜"食品偽装"を告発した男（2009年12月1日、NHK総合） - 朝日新聞記者 役
- たったひとりの反乱〜犯罪被害者の叫びを聞け（2009年12月15日、NHK総合） - 書記官 役
- 妻を看取る日（2010年12月17日、NHK-BShi） - 医者 役
- 非破壊検査PRESENTS お江戸ミステリー 家康が最も怖れた仕掛人(クリエーター)（2011年1月23日、読売テレビ制作・日本テレビ系） - 板前 役
- URAKARA（2011年4月9日、テレビ東京系） - 記者 役
- アクサ生命×杏ドラマスペシャル フィレンツェ・ラビリンス〜15世紀の私を探して（2011年9月24日、BSジャパン） - 記者 役
- ドロクター〜ある日、ボクは村でたった一人の医者になった 後編（2012年9月23日、NHKBSプレミアム） - 介護スタッフ 役
- 大！天才てれびくん ドラまちがい「刑事侍(デカザムライ)」（2012年10月9日、NHK Eテレ） - 鑑識 役
- 4夜連続 知的探検スペシャル 恋愛は科学だ！ ショートドラマ「スキット」（2013年2月27日、フジテレビ系）- ジョギングの男 役
- ラジオ（2013年3月26日、NHK総合） - 客 役
- ハクバノ王子サマ 純愛適齢期（2013年10月3日 - 12月26日、読売テレビ制作・日本テレビ系） - 居酒屋店員 役  - レギュラー
- 全身編集長〜文豪から学ぶオトコの生き方〜（2013年11月27日、NHK BSプレミアム） - クラブのボーイ 役
- アゲイン!!（2014年9月9日、毎日放送制作・TBS系） - 同級生 役
- シリーズ被爆70年 ヒロシマ 復興を支えた市民たち「鯉昇れ、焦土の空へ」（2014年9月26日、NHK広島放送局） - 広島カープ選手 役
- 水曜ミステリー9 小杉健治サスペンス「決断」（2015年3月4日、テレビ東京系） - 刑事 役
- 古代エジプト 愛と野望の女王たち（2015年8月6日、NHK BSプレミアム） - 客 役
- 激辛ドM男子（2015年11月3日、テレビ東京系） - 客 役
- “青の時代”名曲ドラマシリーズ 荒井由実「ひこうき雲」（2016年3月24日、NHK BSプレミアム） - ナンパ男 役

### 映画
- 死刑台のエレベーター（2010年10月9日公開、角川映画）- ホテルマン 役
- ラビット・ホラー3D（2011年9月17日公開、ファントム・フィルム）- 遊園地従業員 役
- 貞子3D（2012年5月12日公開、角川映画）- 女子高教師・柴田 役
- 聖の青春（2016年11月19日公開、角川映画）- 食堂店員 役

### PV
- かけら -総べての想いたちへ-（NICO Touches the Walls） - 飼育員 役

### インターネット
- 行ってきました伊勢神宮（YouTube 2008年9月1日 -11月30日OA）
- 行ってきました出雲大社（YouTube 2009年2月22日 -9月30日OA）
- 入ってきました草津温泉（YouTube 2009年10月10日 -2010年4月30日OA）
- 行ってきました厳島神社～全長80kmしまなみ海道、自転車完全走破の旅～（YouTube 2010年5月5日 -12月30日OA）
- 行ってきました高千穂3D（YouTube 2015年1月1日 -OA）

### サウンドドラマ
- ロガの椅子（YouTube 2011年9月1日 -2012年5月5日OA）
- ロガの椅子VIIIミケランジェロ（YouTube 2012年9月24日 -2013年5月5日OA）
- ロガの椅子IXメソポタミア（YouTube 2013年7月7日 -2014年2月14日OA）
- ロガの椅子IVアトランティス（YouTube 2014年7月22日 - 2015年2月27日OA）
- ロガの椅子Vイスラエル（YouTube 2015年6月12日 - 2016年1月30日OA）
- ロガの椅子VIエジプト（YouTube 2016年5月25日 - 2017年6月26日OA）

## リリース作品

### 書籍
- グラビア＋脚本集「スイートルーム〜中島真一作品集〜」（2007年12月31日、スピークマン書店）ISBN 978-4-9028-2621-0